# Écologie comportementale
L'écologie comportementale, également appelée écoéthologie, est l'étude scientifique du comportement animal principalement en milieu naturel, notamment dans une perspective évolutionniste. Les écoéthologistes disposent de plusieurs approches méthodologiques alliant théorisation, échantillonnage et observation, et leurs études concernent plus particulièrement la manière dont les animaux assurent leurs fonctions vitales. La recherche de nourriture, l'accouplement reproductif, l'établissement de territoires et les avantages de la vie en groupe pour assurer le succès reproducteur individuel constituent certains des principaux thèmes de recherche de cette discipline.

## Origine et principes de l'écologie comportementale

### Naissance d'une discipline scientifique
Deux grands courants scientifiques se partageaient le terrain de la comparaison des comportements entre l’homme et l’animal. L’un, émanant de la psychologie expérimentale humaine, des sciences cognitives et du béhaviorisme, a donné naissance à la psychologie comparée ; l’autre, provenant de l’éthologie, scindée en deux approches, d’un côté l’éthologie cognitive, et de l’autre l’écologie comportementale.
Depuis le milieu des années 1970, cette nouvelle démarche, née à la jonction de l’éthologie et de l’écologie, mais aussi de la biologie des populations et des sciences de l’évolution, se pose des questions comme : pourquoi un animal de telle espèce se conduit-il de façon caractéristique dans une situation particulière ? En termes plus techniques, cela revient à se demander dans quelle mesure les comportements liés à la survie et à la reproduction dépendent de l’environnement. L’écologie comportementale (behavioral ecology) traite de ce genre de problèmes, en s’intéressant à la valeur de survie du comportement en milieu naturel.
Le livre fondateur de la discipline est celui de John R. Krebs et Nicholas B. Davis, An Introduction to Behavioural Ecology, en 1981. À la suite de cette publication, l'écoéthologie s'est institutionnalisée avec la création de l'International Society of Behavioral Ecology, laquelle organise tous les deux ans un congrès international et, depuis 1990, publie en collaboration avec l'université d'Oxford une revue intitulée Behavioral Ecology.

### Objectifs de l'écologie comportementale
Le programme de recherches de l'écoéthologie couvre des domaines aussi divers que la reconnaissance individuelle, l’orientation dans l’espace, la communication au sein du groupe et, d’une manière plus générale, les processus évolutifs ayant déterminé le comportement et la vie cognitive de l’animal. L'écologie comportementale insiste en particulier sur la distinction introduite par l'éthologue Niko Tinbergen, entre les causes dites distales et les causes dites proximales des comportements animaux. Les causes distales désignent les mécanismes qui, au cours de l'histoire évolutive d'une espèce animale donnée, ont sélectionné l'apparition de tel ou tel comportement dans le répertoire comportemental de l'espèce en question. Les causes proximales désignent les raisons qui font que dans un contexte particulier, tel animal va se comporter de telle ou telle façon.
Selon les écoéthologistes, les stratégies comportementales tirent l’essentiel de leur valeur du succès reproductif. Or, le succès reproductif est d’autant plus grand que l’organisme tend vers l’optimum, c’est-à-dire vers le meilleur rapport entre d’une part la consommation d’énergie et la prise de risques, d’autre part l’efficacité du comportement. Autrement dit, plus les coûts (en énergie et en prise de risques) sont faibles et les bénéfices élevés, plus la valeur de survie du comportement est grande, au sens où elle optimise les chances de se reproduire. On a d’ailleurs remarqué que beaucoup des termes utilisés par les écoéthologistes relèvent de l’économie : la stratégie optimale est en effet décrite en fonction d’un calcul coûts/bénéfices, d’un budget (rapport entre dépenses et profitabilité), d’investissements (dans la recherche de nourriture, dans la reproduction), d’évaluations (fuite ou combat ?), d’anticipations (qu’apportera un comportement altruiste, et non plus égoïste ?), etc. 
D’autres métaphores permettent de décrire efficacement les différentes stratégies du monde animal. Ainsi parle-t-on de tromperie chez le pluvier, qui fait croire à une aile brisée pour éloigner un prédateur de son nid, de mimétisme avec la baudroie, qui agite un appât en forme de ver à l’aide d’un appendice sur sa tête, pour attraper les poissons s’en approchant, d’usurpation pour les insectes myrmécophiles, qui brouillent leur identité chimique pour pénétrer dans la fourmilière, de vol des ressources alimentaires et d’esclavage chez les fourmis, de viol d’une femelle par un mâle lorsque celui-ci passe outre aux rites d’accouplement, de kidnapping des larves et des nymphes (cleptobiose) chez les fourmis, de raids et de guerre chez les insectes sociaux et les primates. Toutes ces stratégies sont décryptées à la lumière de leur valeur adaptative (fitness), du différentiel de reproduction et du succès reproductif. À noter cependant que la différence fondamentale avec l’être humain vient de ce que le degré de conscience (ou d’intentionnalité) et d’intelligence n’est pas le même : du côté animal, il s’agit d’adaptations particulières, produites par la sélection naturelle ou la sélection sexuelle.
Les hypothèses prédictives en écoéthologie cherchent donc à découvrir les stratégies comportementales et à évaluer leur degré d’efficacité (à travers un calcul coûts/bénéfices). Cela intéresse aussi l'homme puisque l'un des enjeux de l’écologie comportementale consiste à tester le principe gradualiste de Darwin, selon lequel il y a une continuité entre les fonctions cognitives animales et humaines. Dès lors, la valeur explicative d’une telle démarche est riche, dans la mesure où elle peut permettre de resituer notre comportement dans une perspective évolutionniste, et nous aider à comprendre le substrat biologique des fonctions cognitives humaines.

## Les différentes méthodes: de l’échantillonnage aux observations
D’une manière générale, les choix méthodologiques de l’écoéthologie sont intimement liés aux contraintes théoriques de cette discipline. Le but est de découvrir les mécanismes cognitifs sous-tendant des phénomènes adaptatifs, propres à la niche écologique de l’espèce étudiée : ainsi les scientifiques doivent-ils comparer soit des espèces taxonomiquement proches et confrontés à des problèmes cognitifs différents, soit des espèces éloignées, mais confrontées à des problèmes cognitifs similaires (par exemple dans une même niche écologique). Cela dit, il s’agit toujours de tester une hypothèse de départ, que ce soit par une démarche expérimentale ou par une observation de terrain. 

### Les méthodes d’échantillonnage et de mesure
Les écoéthologistes utilisent différents moyens pour collecter des données. Il existe quatre types d’échantillonnage. Le premier, l’échantillonnage par balayage, consiste à étudier un facteur en réalisant un instantané d’une situation particulière, à un instant t (comme la disposition des animaux au sein d’un groupe). Dans l’échantillonnage centré, l’observateur se focalise à tour de rôle sur le comportement de tous les animaux d’un échantillon, et peut recommencer un certain nombre de fois jusqu’à obtenir des données suffisamment fiables (par exemple, il peut être instructif d’étudier le comportement d’un certain nombre d’animaux au cours des rites sexuels). L’échantillonnage continu se focalise sur un seul individu, pour en étudier tous les traits comportementaux sur une assez longue période. Enfin, l’échantillonnage par randomisation (« au hasard ») consiste à enregistrer tous les événements du comportement, de n’importe quel sujet et dans n’importe quel ordre : son avantage est d’éviter les biais dus à une sélection (consciente ou inconsciente) des variables par l’observateur, mais son inconvénient est de manquer de précision et d’être moins méthodique que les précédents échantillonnages.

### Les différentes méthodes de test

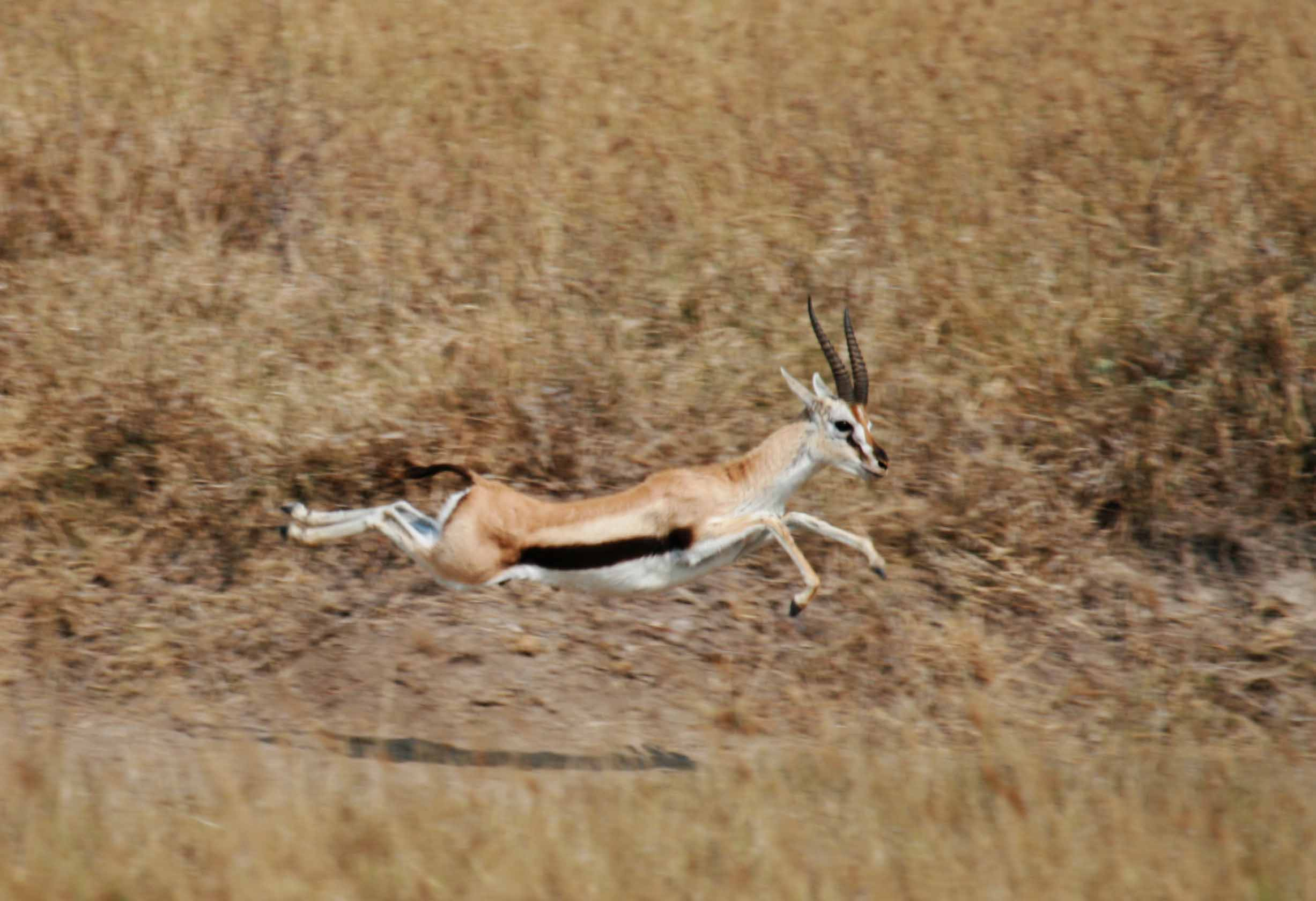
Gazelle de Thomson fuyant un guépard

Une fois qu’une hypothèse générale (qui peut se décliner en plusieurs hypothèses opérationnelles) a été formulée, elle peut être testée soit par expérimentation, soit par analyse comparative (fondée sur des observations naturalistes), soit par simulation sur ordinateur : dans les deux premiers cas, la démarche doit aboutir à une modélisation théorique ; dans le dernier cas, les résultats de la simulation demandent à être recoupés par des observations et des mesures. Prenons une hypothèse appelant des observations de terrain : le saut sur place chez la gazelle de Thomson. Nous allons voir que l’hypothèse se constitue à la fois comme interprétation et comme prédiction. Alcock (1993) rapporte que, après avoir repéré un prédateur, la gazelle saute sur place en exhibant son miroir fessier de pelage blanc ; il imagine cinq hypothèses possibles : le signal d’alarme à destination de ses congénères, l’effet de confusion (en s’enfuyant toutes, les gazelles empêchent le prédateur de se concentrer sur une proie en particulier), la cohésion sociale (les autres gazelles, prévenues, peuvent s’enfuir de manière coordonnée), le signal de non-profitabilité (la gazelle indique au prédateur que l’effet de surprise est raté et qu’il aura du mal à la rattraper), l’observation (en sautant, la gazelle accroît son champ de vision et peut repérer davantage de prédateurs). Or, les études de terrain ont établi, par élimination, que la bonne hypothèse est le signal de non-profitabilité. En effet, les gazelles solitaires sautant également sur place, on peut écarter les deux premières conjectures. De plus, si ce type de saut avait pour fonction la cohésion sociale, la gazelle, même éloignée du groupe, devrait diriger son miroir fessier vers ses congénères, ce qui n’est pas le cas. Enfin, les gazelles sautent sur place aussi bien dans l’herbe haute que dans la savane, ce qui écarte l’idée que le saut serve une meilleure observation. La bonne interprétation du comportement permet ainsi une prédiction : le saut sur place devrait avoir pour conséquence de décourager les prédateurs, ce que l’on observe effectivement.
Un deuxième exemple illustre la démarche d’aller-retour entre simulation et observation : la collecte de moules chez l’huîtrier pie Haematopus ostrolegus. Le calcul coûts/bénéfices (quantité de calories par moule divisée par le temps pris pour l’ouvrir) fait penser que l’oiseau doit préférer les plus gros mollusques. Or il n’en est rien : s’il sélectionne des moules relativement grosses, ce ne sont pas les plus grosses. Pour quelle raison ? On ajoute alors une nouvelle contrainte pour tenter de modéliser le comportement de l’huîtrier-pie, en supposant que la difficulté pour ouvrir les coquillages augmente avec la taille. En comparant le premier modèle (profit maximal des grosses moules) et le second (profit limité par la difficulté d’ouvrir les plus grosses), on s’aperçoit que la nouvelle courbe prédit que les huîtriers-pies devraient préférer les moules d’une taille avoisinant les 50 mm. À nouveau, l’expérience dément cette prédiction : l’échantillonnage fait ressortir que l’oiseau sélectionne les mollusques mesurant entre 35 et 40 mm. En fait, en retournant à l’observation, on se rend compte qu’un facteur a été négligée : les plus grosses moules ne sont pas utilisables par les huîtriers-pies et ne peuvent donc pas entrer dans la construction du modèle. Une fois cette correction réalisée, la valeur que prédit le nouveau modèle théorique devient conforme aux faits.

## Les trois concepts clefs de l'écoéthologie

### La nourriture
Toute dépense d’énergie doit être compensée par une recherche d’énergie nouvelle, c’est-à-dire par une quête de nourriture. Les stratégies dans ce domaine sont inverses : des espèces dépensent peu d’énergie pour rechercher leur nourriture, mais y passent beaucoup de temps (par exemple, l’araignée sur sa toile), tandis que d’autres ont au contraire une grande dépense d’énergie, en un minimum de temps (le guépard se ruant en quelques secondes sur sa proie, à une vitesse de 100 km/h). L’efficacité de la quête de nourriture est le résultat d’un compromis entre énergie dépensée et énergie acquise : il est évident qu’un animal qui, pour s’alimenter, dépenserait plus d’énergie qu’il en gagnerait s’avérerait un piètre stratège. D’autres facteurs entrent aussi en ligne de compte, liés notamment aux risques (prédation, rivaux, absence de surveillance sur la progéniture, etc.).
La recherche de nourriture est décrite en termes d’accessibilité et de disponibilité de la ressource. L’accessibilité comprend le temps de manipulation, c’est-à-dire le temps mis pour obtenir une proie, et l’énergie que l’animal doit dépenser pour l’obtenir. Le temps de manipulation inclut le temps de reconnaissance, le temps de poursuite et de mise à mort, ainsi que le temps de consommation. Quant à l’énergie nécessaire à la recherche, elle dépend partiellement de la disponibilité, c’est-à-dire de la densité de proies dans l’environnement. Le taux de rendement qu’un animal obtient par unité de temps passé à sa quête dépend donc à la fois de la disponibilité et de l’accessibilité de la nourriture. Les trois facteurs pertinents sont ainsi le temps (de la recherche), l’énergie (dépensée à la recherche) et la densité (de la ressource, qui influe sur les deux premiers facteurs). Un autre concept utile est celui de profitabilité. La profitabilité de la nourriture se définit comme la valeur énergétique nette (c’est-à-dire la valeur brute moins l’énergie dépensée) divisée par le temps de manipulation. On a pu observer que, en situation de choix (proies plus ou moins grosses pour le même temps et la même énergie dépensés), les animaux maximisent leur profitabilité, en choisissant les plus grosses proies accessibles, sans que les mécanismes de leur évaluation soient encore très clairs (comme nous l’avons vu avec l’exemple de l’huîtrier-pie).
Pour les espèces réalisant ce qu’on appelle une quête alimentaire centralisée (l’animal rapporte sa prise au nid ou dans sa colonie), les écoéthologistes se sont intéressés à la distance de déplacement (correspondant à la distance parcourue entre le site de nourrissage et le site « domestique »), en faisant un certain nombre d’hypothèses confirmées par des études de terrain. Ainsi, plus la distance de déplacement est longue, plus la durée de quête et la charge alimentaire augmentent. De même, le trajet de retour est toujours plus court que le trajet aller, pour la simple raison que l’animal pèse plus lourd après sa quête.

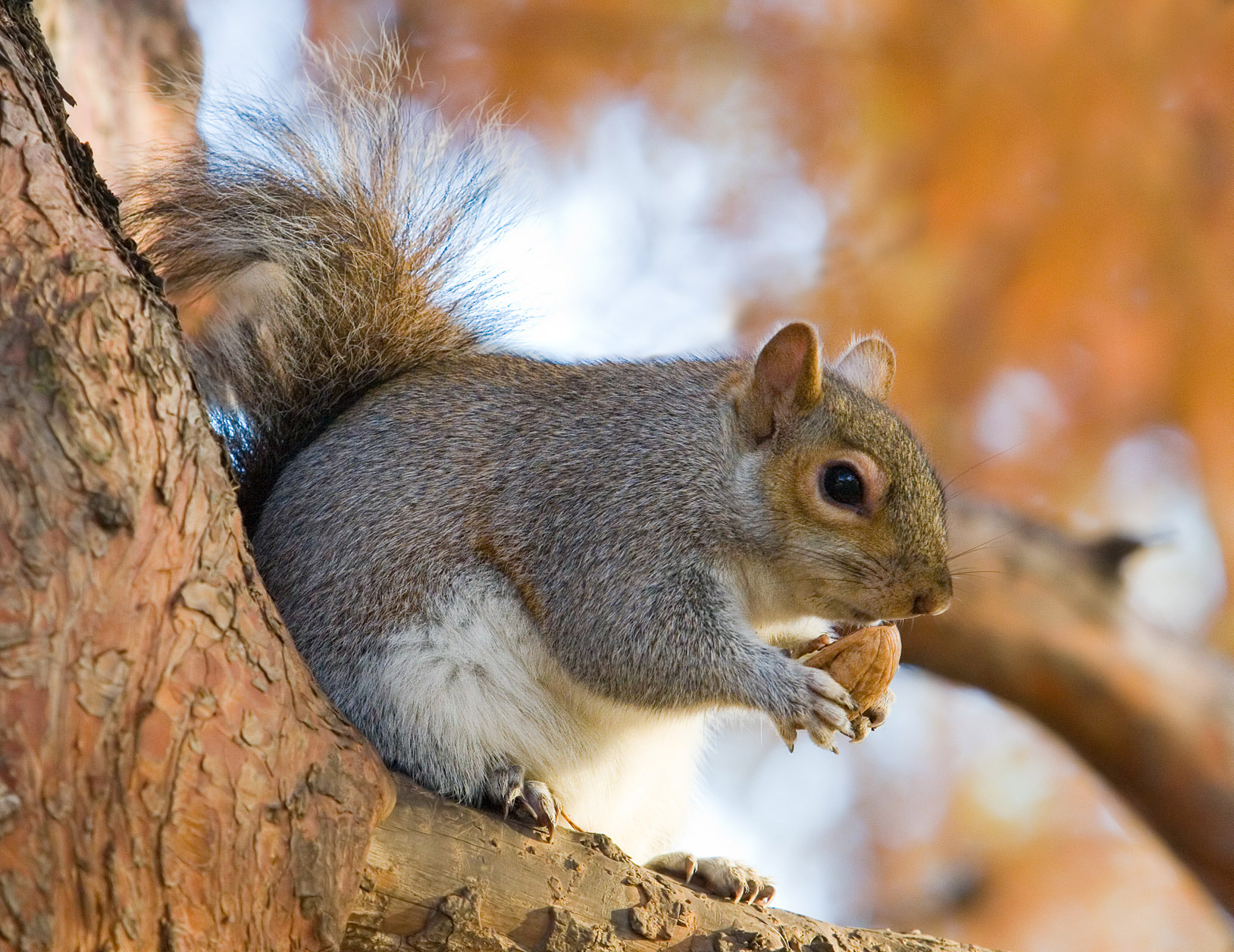
Écureuil gris et sa nourriture

Dans le même ordre d’idées, on a pu remarquer chez les écureuils gris un calcul de compromis entre profitabilité et risque de prédation. En effet, ces rongeurs sont soumis à un dilemme : soit ils maximisent leur profitabilité en consommant leur nourriture sur place, et risquent d’être surpris par un prédateur ; soit ils ne prennent pas de risque, mais au détriment de la profitabilité de leur prise. La solution est un rapport entre la distance de déplacement et le temps de manipulation : la propension de l’écureuil à emporter sa prise diminue avec la distance à parcourir et augmente avec la taille de la nourriture.

### Le territoire
Les animaux « marquent » leur territoire, par des traces olfactives ou autres. Chacun peut le défendre ouvertement (par exemple, par des manifestations d’agressivité), mais la plupart du temps, les animaux s’évitent et dessinent ainsi des zones à peu près closes sur elles-mêmes. Le territoire dépend intimement des ressources (qu’il s’agisse de la nourriture ou de partenaires), plus exactement de leur qualité, de leur distribution dans l’espace et le temps et, enfin, de la compétition qu’elles entraînent. On observe que plus la nourriture est densément distribuée et de qualité, plus la défense du territoire est patente. Il paraît en effet logique de défendre d’autant mieux son territoire qu’il est riche en ressources et de faible dimension. De même, plus les ressources se renouvellent vite, moins les luttes de territoire sont fréquentes.
La compétition pour la nourriture obéit à une loi, qu’on appelle la distribution libre idéale, selon laquelle la distribution des compétiteurs est proportionnelle à la densité des ressources disponibles. Les poissons-chats sont six fois plus nombreux, par exemple, aux endroits où les algues dont ils se nourrissent poussent six fois plus vite ; or, leur distribution se fait librement, sans qu’il y ait nécessairement conflit, dans la mesure où les nouveaux-venus sont capables de s’informer sur l’état des ressources du site de nourrissage. On parle dans ce cas de compétition par exploitation.
Il existe cependant un autre type de compétition, celle qui procède par exclusion. L’exclusion consiste à défendre un territoire et ses ressources par toute une gradation de moyens, qui vont du simple signal à longue distance (le chant chez les oiseaux, ou les odeurs pour les mammifères) jusqu’au combat, en passant par l’intimidation. Les loups ou les renards se servent de leur urine pour marquer leur territoire, tandis que les blaireaux utilisent leurs excréments. La délimitation d’un territoire est donc plus subtile qu’on ne l’imagine parfois, puisqu’elle s’accompagne de l’interprétation de certains signes et passe par la gestion des ressources disponibles.

### La vie en groupe
Le comportement social s’ébauche, dans le monde animal, à travers les comportements sexuel et parental, qui rendent compte de la communication et des relations entre individus. Il existe des espèces plutôt solitaires (les ours, par exemple) et d’autres qui sont au contraire sociables (les fourmis), le degré de sociabilité étant directement lié aux stratégies de survie et de reproduction : ainsi, les papillons du genre Heliconius, à la coloration signalant une chair non comestible, vivent en groupes pour augmenter leur effet visuel et dissuader d’éventuels prédateurs.
Les influences environnementales les plus importantes sur la taille d’un groupe sont la nourriture et les prédateurs. John Crook (en) a été le premier, dans les années 1960, à appliquer une des méthodes signalées plus haut, à savoir la comparaison d’espèces étroitement apparentées confrontées à des problèmes cognitifs différents, parce que liés à des différences écologiques. Crook a travaillé sur 90 espèces de tisserins, des oiseaux qui vivent en Afrique et en Asie. Ces oiseaux présentent des organisations sociales très diversifiées selon les espèces. En particulier, les espèces des forêts sont solitaires, cachent leur nid et sont monogames (d’où une absence de dimorphisme sexuel), alors que les tisserins de savane vivent en bandes, nichent en colonies et sont polygames (d’où un fort dimorphisme sexuel, avec des mâles aux couleurs vives). Une telle différence s'explique par deux facteurs précédemment évoqués : nourriture et prédateurs. La nourriture en forêt est difficile à trouver, les prédateurs plus discrets, c’est-à-dire redoutables. C’est pourquoi les deux parents ne sont pas de trop pour nourrir et surveiller les jeunes ; en outre, leurs couleurs ternes constituent un bon camouflage. À l’inverse, la nourriture est relativement dense et abondante dans la savane, et les prédateurs à découvert. Il est alors utile aux tisserins de parcourir en bandes leur territoire pour trouver plus facilement leur nourriture, qui sera de toute façon en quantité suffisante. L’aspect voyant des mâles est dès lors moins dangereux.

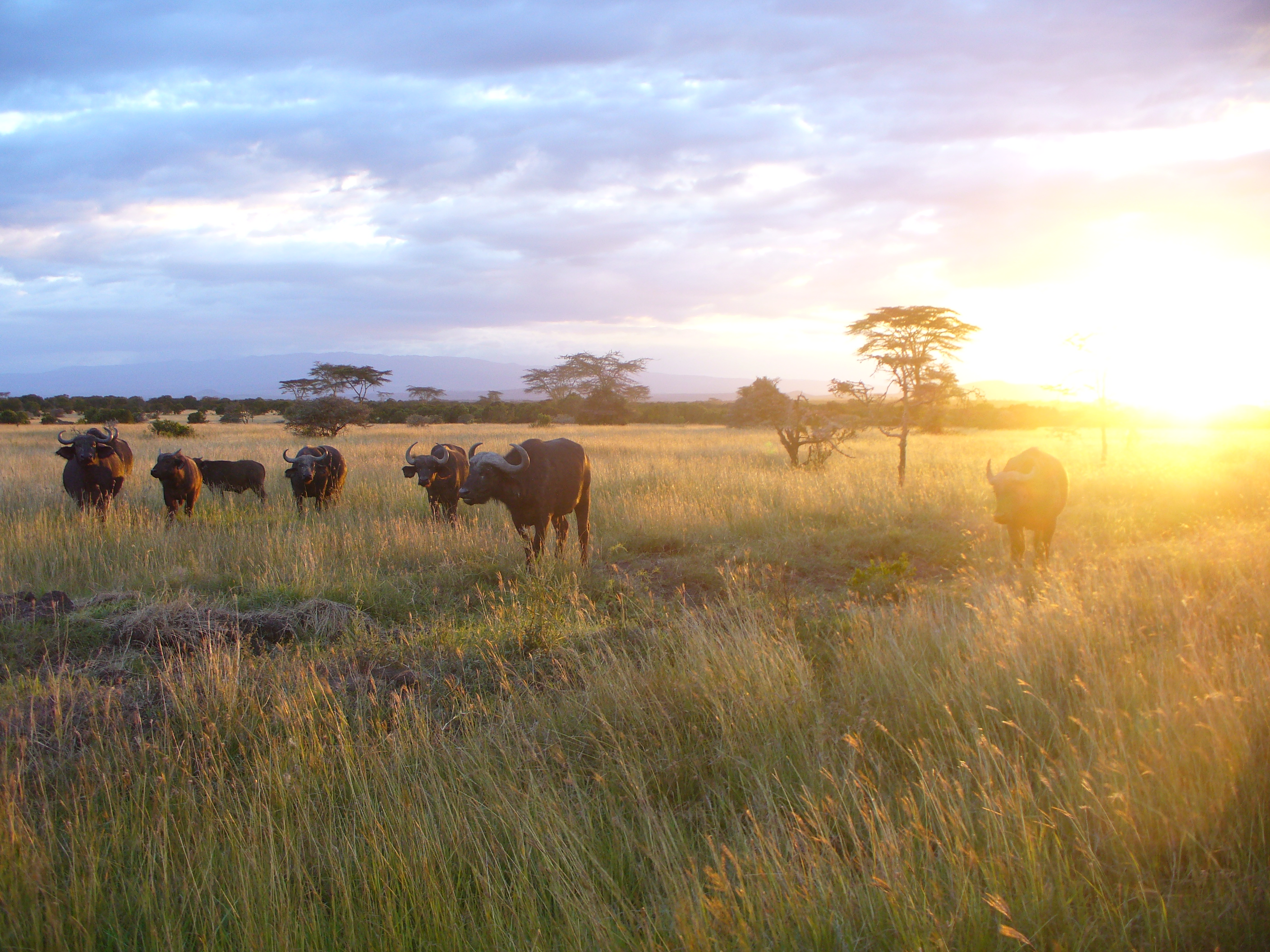
Troupeau de buffles au Kenya

Un des avantages évidents de la vie sociale est la vigilance accrue vis-à-vis des prédateurs. Un animal solitaire est obligé de passer plus de temps à surveiller son environnement immédiat qu’un animal vivant en groupe. On a remarqué que plus la taille du groupe augmente et plus la vigilance globale de ce groupe (la proportion de temps où un animal au moins surveille les alentours) augmente aussi : c’est le cas des autruches. Un autre avantage de la vie sociale est ce qu’on appelle l’effet de dilution : un animal se joignant à un groupe a statistiquement moins de chances d’être victime d’une agression. C’est pourquoi les chevaux se regroupent plus facilement en été, à cause des taons. Il existe encore d’autres avantages, comme la chasse en groupe (les meutes de loups, les lions), la défense du groupe (les buffles, les pigeons), la reproduction coopérative (les tisserins de savane).
La vie en groupe présente néanmoins des inconvénients, car elle a tendance à accentuer la compétition pour la nourriture et les partenaires sexuels. Il existe par exemple un effet de dérangement dans la chasse collective, les animaux, à cause de leur nombre, faisant fuir leurs proies. Le cas de la compétition sexuelle est tout aussi manifeste : lorsque le groupe est dense, la lutte est plus féroce, comme c’est le cas chez les éléphants de mer. La lutte peut être plus indirecte, mais tout aussi meurtrière, comme chez les corneilles noires qui cannibalisent les œufs et les poussins de leurs congénères, pour les empêcher de se reproduire. La vie en groupe favorise aussi le parasitisme, les parasites se développant d’autant mieux que les groupes sont importants, comme c’est le cas pour les hirondelles à front blanc.

### Source
- Cet article est partiellement ou en totalité issu du site hyperdarwin.fr, le texte ayant été placé par l’auteur ou le responsable de publication sous la licence de documentation libre GNU ou une licence compatible.